# Megumi Eto
Megumi Eto (江藤 恵 Etō Megumi?) es un personaje de la novela Battle Royale. En la película y el manga tiene el mismo nombre. En el manga en inglés está escrito como Megumi Etou. En la película el papel de Megumi Eto fue interpretado por Sayaka Ikeda.

## Antes del juego
Megumi Eto es una de las estudiantes de la clase de tercer año del instituto Shiroiwa de la ciudad ficticia de Shiroiwa (en la prefectura de Kagawa en la novela y el manga mientras que en la película es en la prefectura de Kanagawa). Tiene una hermana mayor de la cual muchos pensaron que era promiscua.
En la novela y el manga, Megumi es amiga de Mizuho Inada y de Kaori Minami; en cambio, en la película es la mejor amiga de Noriko Nakagawa. En el manga, su hermana mayor se parece a Mitsuko Souma.
En la novela, a Megumi le hace bullying continuamente Hirono Shimizu, quien fue asignada al mismo salón de clase en segundo grado, en el instituto. Cuando Megumi se cruzaba con Hirono por los pasillos esta la atacaba o cortaba su falda con una hoja de afeitar, pero poco antes del juego, Hirono perdió el interés en Megumi, quien se sentía decepcionada de tener al descubrir que tendría que aguantar a Hirono como compañera nuevamente en tercer grado. En la película, solo dice que nunca le gustó el grupo de Mitsuko en general y no comenta nada sobre Hirono.
Mientras que en la novela y el manga Megumi está enamorada de Shuya Nanahara, en la versión cinematográfica está enamorada de Shinji Mimura.
En la novela y el manga se explica que lleva un celular, algo poco común para un adolescente durante esa época, porque sus padres se lo entregaron para que pueda llamarlos en caso de que llegara a suceder algo en el viaje. En la película el hobby de Megumi es hacer fotos con su cámara Polaroid y tiene varias fotos de Mimura y ella. Además, le hace una foto a Shuya Nanahara, Noriko Nakagawa y Yoshitoki Kuninobu en los asientos del autobús antes que el juego empiece.

## En el juego
Tras ser secuestrados, despertar en el colegio y presenciar la muerte de Yoshitoki Kuninobu y Fumiyo Fujiyoshi, Sakamochi muestra a los alumnos como funciona el juego y ordena a todos los alumnos que cuando sean nombrados reciban su equipamiento y salgan fuera del edificio para dar por iniciado el programa. Después de abandonar la clase; Megumi, cuya arma es un cuchillo de buceo, aterrorizada se oculta en una de las casas que hay en la zona residencial. 
En la novela y el manga, ella todavía conserva el móvil. Kinpatsu Sakamochi (o Yonemi Kamon en la versión del manga) advirtió a todos los estudiantes que todas las líneas telefónicas estaba controladas por los militares y él mismo, pero Megumi pensando que no podrán controlar las líneas de los móviles y gracias a eso ella tendría una posibilidad de escapar de la isla. Cuando marca el número de su casa y contesta una voz masculina, pensando que es su padre, Megumi le pide auxilio y que la rescate. Entonces el profesor se ríe y le revela su verdadera identidad, hecho que horroriza a Megumi, demostrando que también tienen el control de las líneas de los teléfonos móviles.
Unos momentos más tarde, Megumi escucha a alguien entrar en la casa, por lo que se esconde bajo la mesa de la cocina. El miedo aumenta al descubrir que el intruso es Mitsuko Souma, debido a la mala reputación que tiene Mitsuko como la líder del grupo de chicas malas al que pertenece Hirono, quien hasta hace poco solía someterla a bullying. Megumi contempla la posibilidad de matar a Mitsuko para evitar el peligro, pero en ese momento suena su móvil, delatándola y poniéndola en un grave peligro. La llamada la hizo Sakamochi, supuestamente para pedirle que apague su móvil para no recibir llamadas no deseadas, por supuesto Sakamochi sabía que si hacía esto delataría su presencia ante Mitsuko, ya que los estudiantes de Battle Royale tienen un collar que pone de manifiesto su paradero.
En el manga, Megumi tira el teléfono en cuanto reconoce la voz de Kamon, haciéndole sangrar la mano y se retira a llorar bajo de la mesa cuando escucha un cristal romperse. Megumi saca su arma, el cuchillo, y espera oculta a que el intruso no mire debajo de la mesa; entonces ve que se trata de Mitsuko quien no se da cuenta de su presencia hasta que se percata del móvil roto que está tirado en el suelo, se agacha y descubre a su compañera.
En la película Megumi está sentada en una tabla con su linterna mientras ve algunas fotos de Mimura que ha hecho en los últimos días. La luz atrae a Mitsuko, por lo que Megumi apaga su linterna rápidamente, saca su arma eléctrica aturdidora y exige que se identifique. Mitsuko responde "Oh, eres tú, Megumi". Entonces Megumi grita "¿Quién anda ahí?". Mitsuko se pone la linterna debajo de su cara mientras sonríe, dándole un aspecto siniestro. Cuando Megumi reconoce a Mitsuko la deja entrar explicando que nunca le ha gustado el grupo con el que se juntaba en el instituto pero que ella le caía bien.

## Destino
En la novela y el manga, Mitsuko se acerca llorando a Megumi explicándole que está muy asustada y que desea que formen un equipo para poder escapar de la isla. Megumi se confía y acaba abrazando a Mitsuko, pensando que no es tan mala chica como parece y diciéndole que también tiene mucho miedo del juego. Mientras se están abrazando, Mitsuko raja el cuello de Megumi (la nuca en el manga) con su Kama ya que su plan había sido esperar el momento en que Megumi se confiara para matarla.
En la película Mitsuko se sienta al lado de ella y coge las fotos de Mimura, que después se las quita la propia Megumi. Entonces, Mitsuko toma el arma eléctrica y Megumi le pregunta si la ha usado alguna vez, la respuesta de Mitsuko es una carcajada que relaja a Megumi, que empieza a reír. Cuando Mitsuko hace el amago de querer devolverle el arma aturdidora, la muchacha se da cuenta de que su compañera la quiere matar e intenta huir, pero Mitsuko la atrapa y le clava la Kama en el cuello. Mientras Megumi se desangra, Mitsuko le dice que encontró los cuerpos de Yoji Kuramoto y Yoshimi Yahagi (Yoshimi pertenecía al grupo de Mitsuko), quienes realizaron un doble suicidio ahorcándose. Después Mitsuko dice "Ese no es mi estilo, yo no moriré así" y raja el cuello a Megumi, matándola.
En las tres versiones de Battle Royale, Megumi es la primera víctima de Mitsuko.